# Франсоа Чау
Франсоа Чау (на английски: François Chau) (роден на 26 октомври 1959 г.) е камбоджанско-американски актьор. Най-известната му роля е тази на д-р Пиер Чанг в сериала „Изгубени“. Снимал се е още в сериали като „Спасители на плажа“, „Приключенията на Бриско Каунти младши“, „Уокър, тексаският рейнджър“, „Наричана още“, „24“, „Анатомията на Грей“, „Звеното“, „Медиум“, „Чък“, „Касъл“, „Никита: Отмъщението“, „Хавай 5-0“ и други.

## Личен живот
Чау живее в Лос Анджелис, заедно със съпругата си и дъщеря си.